# Machineklem

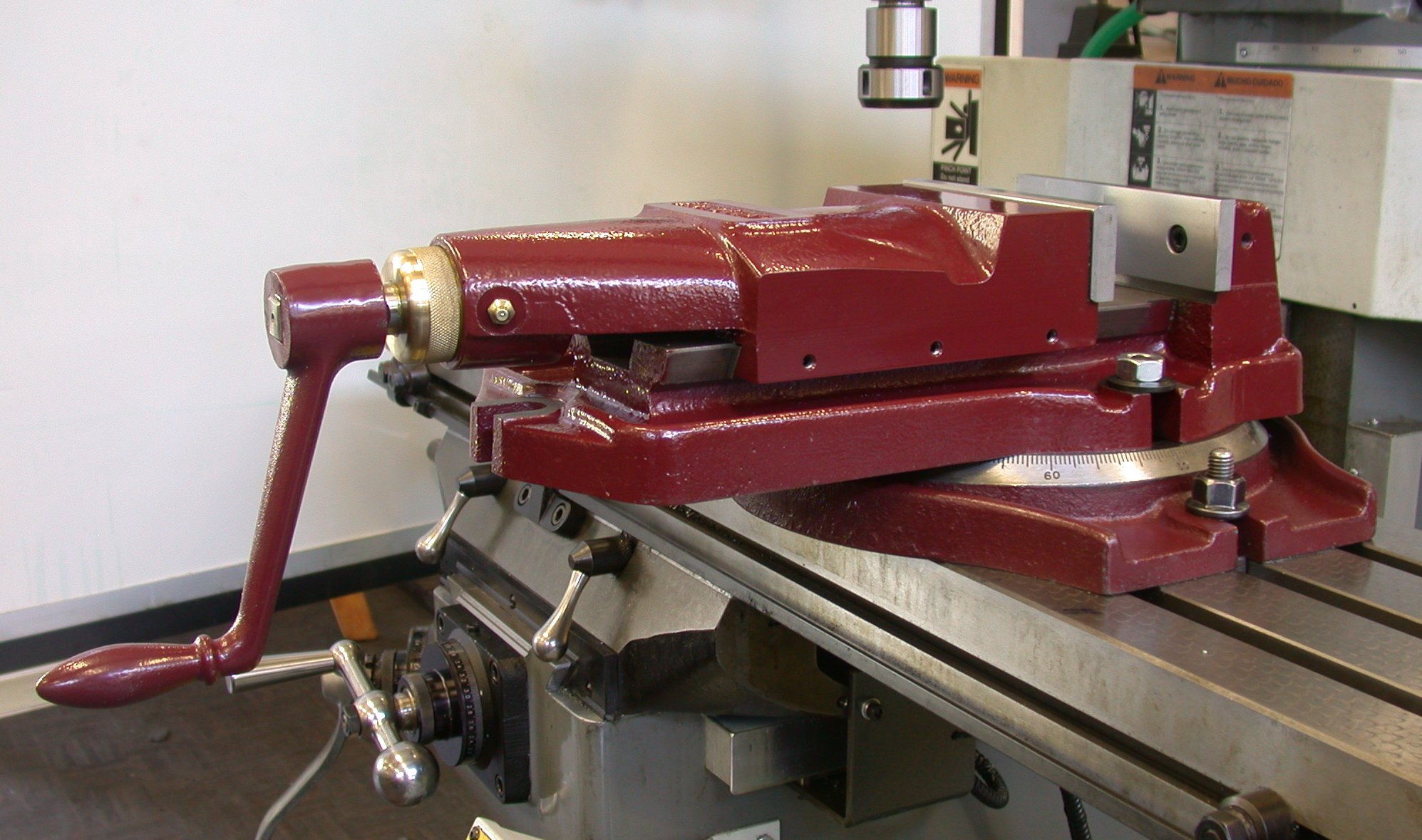
Machineklem

Een machineklem is spangereedschap dat wordt gebruikt voor het vastklemmen van materiaal bij machinale bewerkingen zoals bij boren, frezen en zagen. De machineklem is doorgaans gemaakt van gietijzer.
Om een werkstuk goed te kunnen bewerken moet het eerst worden opgespannen. De machineklem is een van de meest gebruikte spanmiddelen, er kunnen werkstukken met niet al te grote afmetingen en rechthoekige vorm mee worden vastgezet. Daar de bekken zich evenwijdig van elkaar bewegen wordt deze ook wel een parallelklem genoemd. Een losse machineklem kan worden vastgezet met speciale bouten op de spantafel  van de machine. Werkstukken met een onregelmatige vorm, of die te groot zijn voor een machineklem, kunnen ook rechtstreeks met behulp van kikkerplaten (klemplaten) op de spantafel of voetplaat van de machine worden vastgezet.

## Uitvoeringen
Er zijn verschillende uitvoeringen, zoals:
- vaste machineklem
- draaibare machineklem
- universele machineklem
- machineklem volgens het bouwdoos-principe